# Borough of Watford
Borough of Watford är ett distrikt (motsvarande kommun) strax norr om London i grevskapet Hertfordshire i England, Storbritannien. Distriktet har 103 031 invånare (2022).  Det består av staden Watford.